# Егизкум
Егизкум (каз. Егізқұм, до 2008 г. — 60 лет Казахской ССР) — село в Шардаринском районе Туркестанской области Казахстана. Входит в состав Акшенгельдинского сельского округа. Код КАТО — 516433200.

## Население
В 1999 году население села составляло 1393 человека (704 мужчины и 689 женщин). По данным переписи 2009 года, в селе проживало 1614 человек (818 мужчин и 796 женщин).